# 安國 (單于)
安國（？—94年），南匈奴第九任單于，為伊伐於慮鞮單于之子、伊屠於閭鞮單于的弟弟，堂兄單于屯屠何死後由他繼位，時年為漢永元五年（93年）。
安國原任左贤王，因无声誉，国中不附，族人敬重屯屠何的侄子左谷蠡王（后为左賢王）师子，于是與師子失和。安國繼位後，內亂再起。与新降者谋议杀师子，事发，迫使师子别居五原界。94年，因与汉朝使匈奴中郎将杜崇不睦，上书告发杜崇，被杜崇所怨，杜崇进谗。他听说东汉派遣杜崇发兵造访单于庭，弃帐而逃，再次举兵想要杀死师子，追击师子至曼柏城，拒绝汉使调解。不久安國被其舅骨都侯喜为（一作喜）等人所殺。师子继任为亭獨尸逐侯鞮單于。